# 包氏白髮蘚
包氏白髮蘚（学名：Leucobryum bowringii）为白髮蘚科白髮蘚屬下的一个种。